# Parti socialiste de la république serbe de Bosnie
Pour les articles homonymes, voir Parti socialiste.

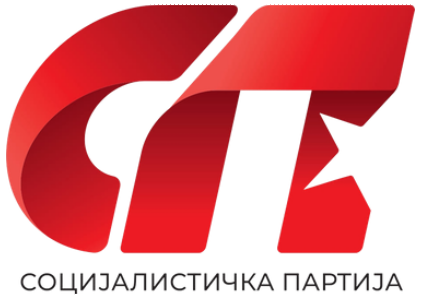

Le Parti socialiste de la république serbe de Bosnie (en serbe cyrillique : Социјалистичка Партија Републике Српске ; en serbe latin : Socijalistička Partija Republike Srpske ; en abrégé : SPRS) est un parti politique serbe de Bosnie-Herzégovine. Créé le 27 juillet 1990, il a son siège à Banja Luka, la capitale de la république serbe de Bosnie et est dirigé par Petar Đokić. Politiquement, il appartient à la mouvance du socialisme démocratique[réf. nécessaire].

## Présentation
Après la signature des accords de Dayton, le Parti socialiste de la république serbe de Bosnie est devenu une force d'opposition au gouvernement de Radovan Karadžić et au Parti démocratique serbe. Aux élections législatives du 5 octobre 2002, il a obtenu 1,9 % des voix et 1 des 42 sièges à la Chambre des représentants et 3 sièges sur 83 à l'Assemblée nationale de la république serbe de Bosnie.  Il a été renommé Parti socialiste (Socijalistička partija) à la suite de son entrée sur la scène politique nationale. Aux élections législatives du 1er octobre 2006, le parti n'a obtenu aucun siège à la Chambre des représentants de Bosnie-Herzégovine mais, avec 3,70 % des suffrages, il a obtenu trois sièges à l'Assemblée nationale de la république serbe de Bosnie. Sur le plan local, il obtenu 2 sièges à l'assemblée de la ville de Banja Luka.
Le Parti socialiste de la république serbe de Bosnie est lié au Parti socialiste de Serbie[réf. nécessaire].